# Веселе (Сергіївська сільська громада)
Весе́ле —  село в Україні, в Сергіївській сільській громаді Миргородського району Полтавської області. Населення становить 65 осіб. До 2016 року орган місцевого самоврядування — Розбишівська сільська рада.

## Географія
Село Веселе розташоване на лівому березі річки Хорол, вище за течією на відстані 1 км розташоване село Розбишівка, нижче за течією на відстані 1 км розташоване село Сергіївка. Річка у цьому місці звивиста, утворює лимани, стариці та заболочені озера.

## Історія
- Село постраждало внаслідок геноциду українського народу, проведеного окупаційним урядом СРСР 1923-1933 та 1946-1947 роках.

## Населення

### Мова
Розподіл населення за рідною мовою за даними перепису 2001 року:
| Мова       | Кількість | Відсоток |
| ---------- | --------- | -------- |
| українська | 65        | 100%     |